# Bactrocera abdolonginqua
Bactrocera abdolonginqua är en tvåvingeart som först beskrevs av Drew 1971.  Bactrocera abdolonginqua ingår i släktet Bactrocera och familjen borrflugor. Inga underarter finns listade.